# Shunji Tatsuta
Shunji Tatsuta (jap. 龍田峻次 Tatsuta Shunji; ur. 23 grudnia 1914, zm. 1 stycznia 1991) – japoński skoczek narciarski, uczestnik Zimowych Igrzysk Olimpijskich 1936 w Garmisch-Partenkirchen.

## Igrzyska olimpijskie
Uczestniczył w Zimowych Igrzyskach Olimpijskich 1936 w Garmisch-Partenkirchen. Na tych igrzyskach wystąpił w zawodach na skoczni normalnej K-80. Zawody ukończył na 46. miejscu wśród 48 zawodników biorących udział w konkursie. Zawody zostały zdominowane przez Norwegów, którzy zajęli trzy miejsca w pierwszej piątce zawodów.
Były to jego jedyne igrzyska w karierze.